# Diplurodes parvularia
Diplurodes parvularia är en fjärilsart som beskrevs av John Henry Leech 1891. Diplurodes parvularia ingår i släktet Diplurodes och familjen mätare. Inga underarter finns listade i Catalogue of Life.